# Guiana nos Jogos Olímpicos de Verão da Juventude de 2010
A Guiana participou dos Jogos Olímpicos de Verão da Juventude de 2010 em Singapura. Sua delegação foi composta por quatro atletas que competiram em três esportes.

## Atletismo
| Evento          | Atleta         | Qualificação | Qualificação | Final     | Final        |
| Evento          | Atleta         | Resultado    | Posição      | Resultado | Posição      |
| --------------- | -------------- | ------------ | ------------ | --------- | ------------ |
| 100 m masculino | Chavez Ageday  | 11.09        | 13º (3º q3)  | 10.90     | 4º (Final B) |
| 1000 m feminino | Jevina Straker | 3:08.19      | 19º (12º q1) | 2:57.41   | 4º (Final B) |

## Natação
| Evento                | Atleta    | Qualificação | Qualificação | Semifinais | Semifinais | Final       | Final       |
| Evento                | Atleta    | Resultado    | Posição      | Resultado  | Posição    | Resultado   | Posição     |
| --------------------- | --------- | ------------ | ------------ | ---------- | ---------- | ----------- | ----------- |
| 200 m livre masculino | Henk Lowe | 2:23.43      | 43º (5º q1)  |            |            | Não avançou | Não avançou |
| 400 m livre masculino | Henk Lowe | 5:09.04      | 28º (4º q1)  |            |            | Não avançou | Não avançou |

## Tênis de mesa
| Evento           | Atleta            | 1ª fase | 1ª fase | 1ª fase | 2ª fase consolação | 2ª fase consolação | 2ª fase consolação | Pos. final |
| Evento           | Atleta            | Grupo   | Confrontos | Pos.    | Grupo              | Confrontos | Pos.               | Pos. final |
| ---------------- | ----------------- | ------- | --- | ------- | ------------------ | --- | ------------------ | ---------- |
| Simples feminino | Adielle Rosheuvel | D       | BRA Caroline Kumahara D 0-3 (3-11, 2-11, 6-11) TPE Hsin Huang D 0-3 (6-11, 4-11, 2-11) RUS Yana Noskova D 0-3 (4-11, 4-11, 2-11) | 4º      | FF                 | FRA Céline Pang D 0-3 (5-11, 4-11, 6-11) AUS Lily Phan D 0-3 (5-11, 5-11, 6-11) BLR Katsiaryna Baravok D 0-3 (4-11, 2-11, 4-11) | 4º                 | --         |

| Evento         | Atleta                                                       | 1ª fase | 1ª fase | 1ª fase | 2ª fase consolação        | 2ª fase consolação | Pos. final |
| Evento         | Atleta                                                       | Grupo   | Confrontos | Pos.    | 1ª rodada                 | 2ª rodada          | Pos. final |
| -------------- | ------------------------------------------------------------ | ------- | --- | ------- | ------------------------- | ------------------ | ---------- |
| Equipes mistas | Adielle Rosheuvel e ECU Rodrigo Tapia (Equipe Pan-América 3) | D       | NED Países Baixos D 0-3 (0-3, 1-3, 0-3) Intercontinental 1 D 1-2 (0-3, 3-1, 0-3) PRK Coreia do Norte D 0-3 (0-3, 0-3, 0-3) | 4º      | Europa 6 D 0-2 (0-3, 0-3) | Não avançaram      | 25º        |